# Кріс Мірс
Кріс Мірс (англ. Chris Mears, 7 лютого 1993, Редінг, Велика Британія) — британський стрибун у воду, олімпійський чемпіон 2016 року, чемпіон Європи, призер чемпіонату світу.

## Виступи на Олімпіадах
| Олімпіада   | Дисципліна                                | Місце |
| ----------- | ----------------------------------------- | ----- |
| Лондон 2012 | стрибки з 3-метрового трампліна           | 9     |
| Лондон 2012 | синхронні стрибки з 3-метрового трампліна | 5     |
| Ріо 2016    | синхронні стрибки з 3-метрового трампліна | 1     |